# St. Valentin (Kottgeisering)

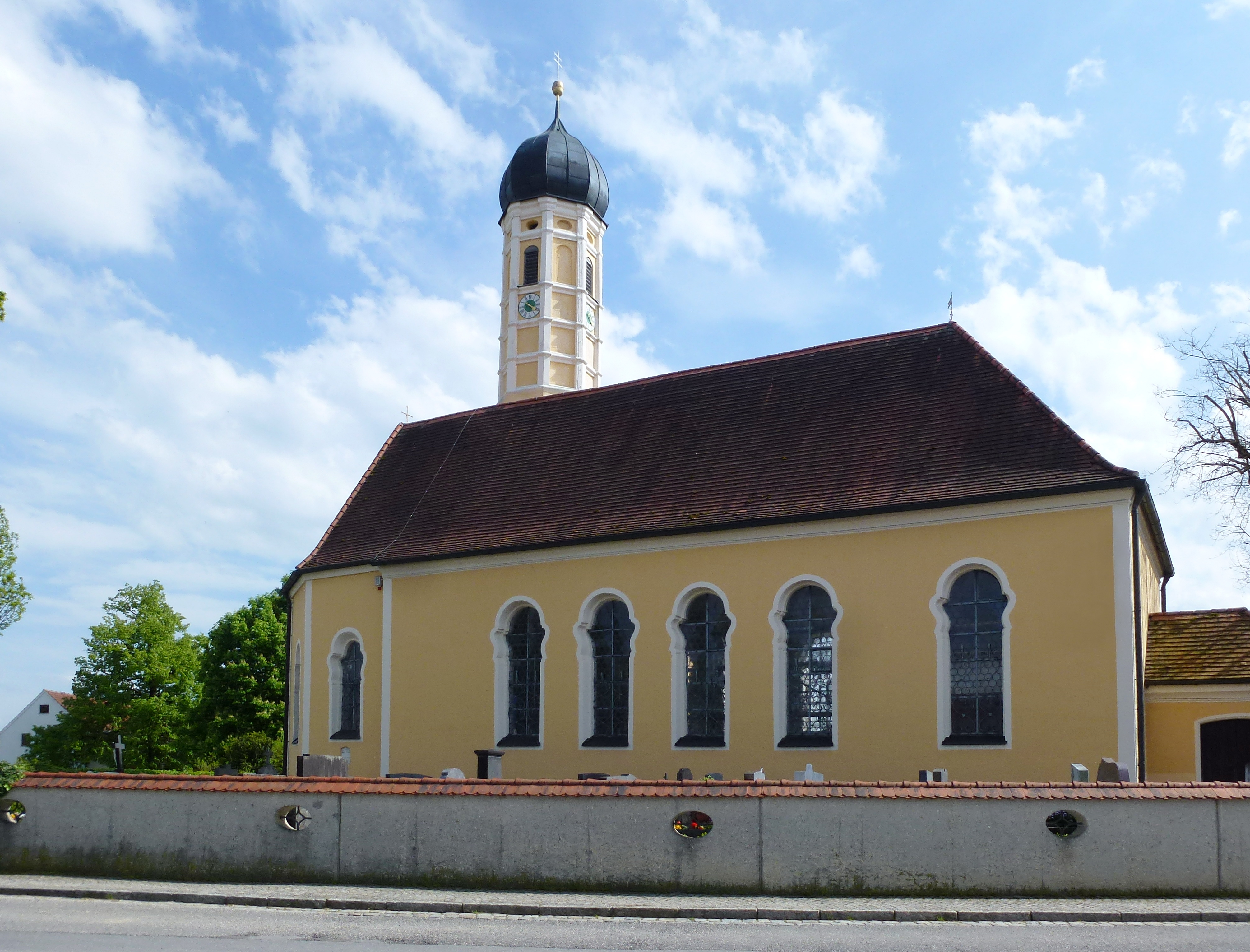
St. Valentin in Kottgeisering

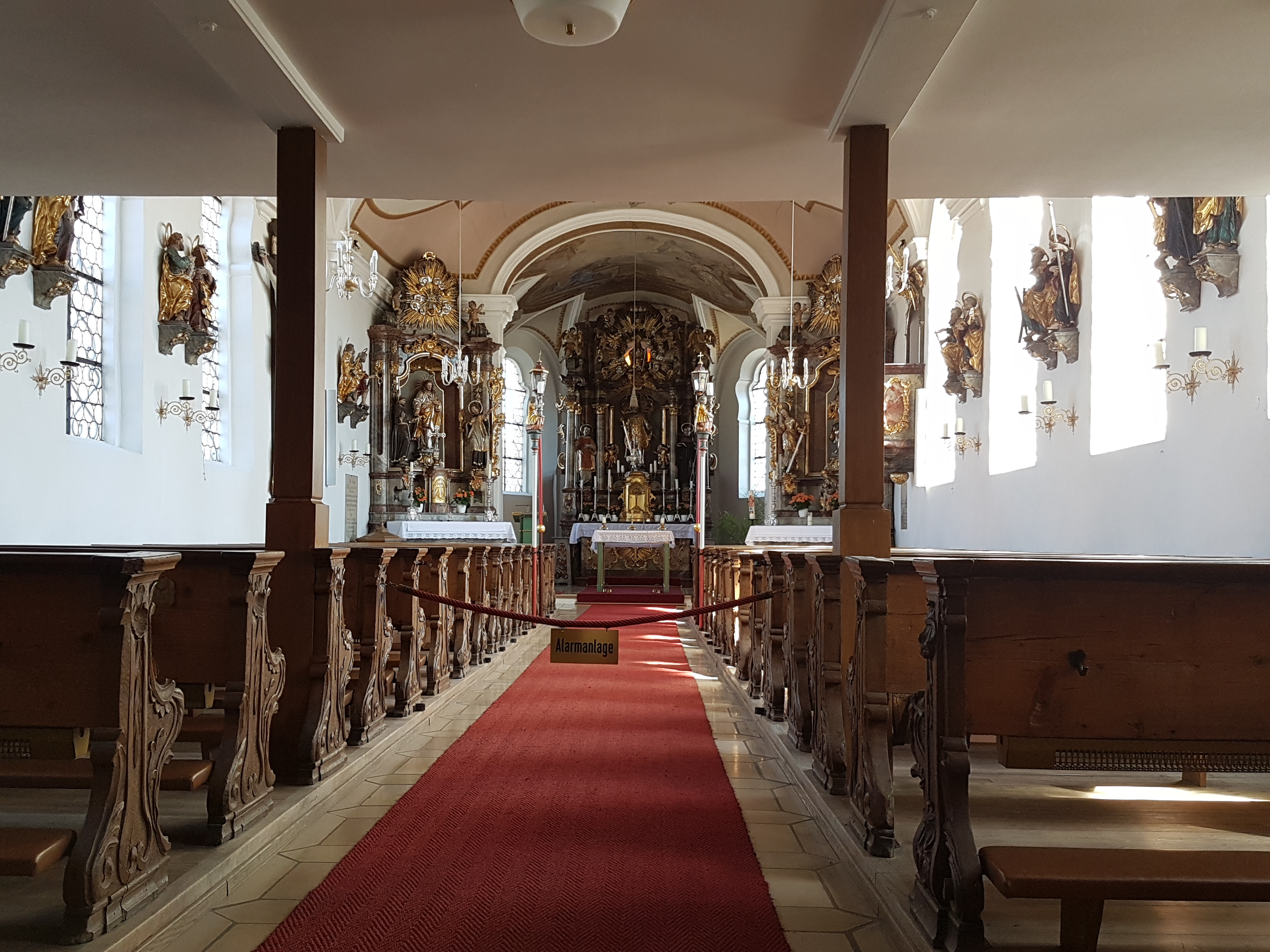
Blick zum Chor

St. Valentin heißt die römisch-katholischen Pfarrkirche in Kottgeisering, einer Gemeinde im oberbayerischen Landkreis Fürstenfeldbruck. Sie steht in der Liste der Baudenkmäler in Kottgeisering als Baudenkmal unter der Nr. D-1-79-131-1. Sie ist dem Valentin von Terni geweiht. Die Pfarrei gehört zum Dekanat Fürstenfeldbruck im Erzbistum München und Freising.

## Beschreibung
Die Saalkirche wurde ab 1774 anstelle des 1678 abgerissenen Vorgängerbaus errichtet. Sie besteht aus dem Langhaus, das 1842 um ein Joch auf fünf verlängert wurde, dem eingezogenen, dreiseitig geschlossenen Chor im Osten, dem Chorflankenturm mit Zwiebelhaube an der Südwand des Chors und einer Sakristei in der südwestlichen Ecke von Turm und Chor. Die achteckigen, mit Pilastern an den Ecken gestalteten Obergeschosse des Turms enthalten den Glockenstuhl mit vier Glocken und die Turmuhr.
Im Innenraum des Langhauses befindet sich eine Deckenmalerei, auf der Valentin von Terni dargestellt ist, in dem des Chors ist die Verkündigung des Herrn zu sehen. Der Hochaltar wird von den Skulpturen des Stephanus und des Leonhard von Limoges flankiert, die Lorenz Luidl bzw. Johann Luidl zugeschrieben werden. Die Orgel wurde 1965 von Alois Wölfl gebaut.